# Episodi di Bat Pat (seconda stagione)
La seconda stagione di Bat Pat è andata in onda in Italia dal 28 ottobre 2019 su Rai Gulp.
| nº       | Titolo                                    | Prima TV         |
| -------- | ----------------------------------------- | ---------------- |
| 1        | Bat-Tata                                  | 28 ottobre 2019  |
| 2        | La compagnia del fagiolo                  | 28 ottobre 2019  |
| 3        | Una mano di troppo                        | 29 ottobre 2019  |
| 4        | Cattivo fino al midollo                   | 29 ottobre 2019  |
| 5        | Tutti appiccicosi appiccicosamente        | 30 ottobre 2019  |
| 6        | L'abito non fa lo scarafaggio             | 30 ottobre 2019  |
| Speciale | Bat Pat - Speciale Halloween              | 31 ottobre 2019  |
| 7        | Dolcetto o guaietto - Prima parte         | 2 novembre 2019  |
| 8        | Dolcetto o guaietto - Seconda parte       | 2 novembre 2019  |
| 9        | Uno show... tentacolare                   | 3 novembre 2019  |
| 10       | Rodi, orchetto, poi mordicchia            | 3 novembre 2019  |
| 11       | Un amore a due ruote                      | 4 novembre 2019  |
| 12       | Volare!                                   | 4 novembre 2019  |
| 13       | Voglio la mia mummia!                     | 5 novembre 2019  |
| 14       | A tutta bava!                             | 5 novembre 2019  |
| 15       | Cercasi regina disperatamente             | 6 novembre 2019  |
| 16       | Attenti a quel lupo                       | 6 novembre 2019  |
| 17       | Operazione frozen yogurt                  | 7 novembre 2019  |
| 18       | Super Puzzella                            | 7 novembre 2019  |
| 19       | Vorrei essere una pixie                   | 9 novembre 2019  |
| 20       | Chi ha visto il mio cane?                 | 9 novembre 2019  |
| 21       | Il genio della scatola                    | 10 novembre 2019 |
| 22       | Ci pensa mamma Leo!                       | 10 novembre 2019 |
| 23       | Non ditelo con un fiore                   | 11 novembre 2019 |
| 24       | Un selfie è per sempre                    | 11 novembre 2019 |
| 25       | Brividi da palcoscenico                   | 12 novembre 2019 |
| 26       | Blob estremo                              | 12 novembre 2019 |
| 27       | Non si scherza con il fuoco               | 2019             |
| 28       | Che mito, Martin!                         | 2019             |
| 29       | Incantesimo sbagliato, ruttino assicurato | 2019             |
| 30       | La più paludosa delle paludi              | 2019             |
| 31       | Il mostro della laguna rivoltante         | 2019             |
| 32       | Nascondino sulla neve                     | 2019             |
| 33       | Un tocco di fango qua e là                | 2019             |
| 34       |                                           | 2019             |
| 35       |                                           | 2019             |
| 36       | Acqua, acqua, fuoco, fuochino             | 2019             |
| 37       | Aiuto, un gatto nero!                     | 2019             |
| 38       | Vampiri a colori                          | 2019             |
| 39       | Chi ha spento la luce?                    | 2019             |
| 40       | Monster Rap                               | 2019             |
| 41       | Un bel muro in faccia                     | 2019             |
| 42       | Pesta, pesta coi piedoni                  | 2019             |
| 43       | Feste, brividi e clown                    | 2019             |
| 44       | Questione di punte                        | 2019             |
| 45       | Carta al vento                            | 2019             |
| 46       | Fuga a tempo di musica                    | 2019             |
| 47       | Una ricrescita fastidiosa                 | 2019             |
| 48       | La regina attraverso lo specchio          | 2019             |
| 49       | Il miglior cavallo del West               | 2019             |
| 50       | Fantasma all'arrembaggio                  | 2019             |
| 51       | La leggenda del lancio a sei dita         | 2019             |
| 52       | Uno spirito da prima serata               | 2019             |